# Дортикум
Дортикум е римски кастел, намиращ се на 3 км от село Връв, област Видин и на 1,5 км от устието на река Тимок.

## История
Предполага се, че в Дортикум е била настанена Първа критска стрелкова кохорта. Тя е сформирана от жители на остров Крит и пристига на това място в началото на управлението на император Клавдий. Кохортата участва в състава на римския контингент във водените от император Траян през 101-102 и 105-106 г. Дакийски войни. Участва и в строежа на моста над река Дунав при днешните селища Връв и Турну Северин. При управлението на император Аврелиан-Диоклециан Дортикум влиза в състава на провинция Крайбрежна Дакия.

## Проучвания
Първи сведения за съществуването на кастела в по-ново време дава граф Луиджи Марсили от Болоня. В началото на XVIII век предприема голямо проучване на средния и долния Дунав. Граф Марсили прави кратко описание на местността и прилага няколко саморъчно направени скици на селата и старите укрепления на изток от река Тимок по десния бряг на река Дунав. През XVIII век френският географ Жан Баптист д'Анвий отбелязва на скица мястото на Дортикум при село Връв. През 1871 г. Феликс Каниц отбелязва кастел при село Раковица, а през 1879 публикува данни за такъв и при Върв.
Системни археологически разкопки в Дортикум не са провеждани. На това място има две поселения — кастел Дортикум и малко селище, което се е развило в източна, южна и западна посока около него. По подобие на Бонония и Димум, дългите страни на правоъгълното укрепление са разположени по протежението на река Дунав. Дължината му е 140-160 м, а ширината 50-60 м. Общата площ на кастела е около 1 ха. Главният вход най-вероятно се е намирал в южната част, за което свидетелстват останки от два вала и два рова в южната стена. Кастелът е застроен върху първата незаливна тераса на река Дунав. Поради ерозионната дейност на реката днес северната част и крепостната стена на селището се намират в реката. Разрушени са по подобие на кастелите Алмус, Апиария, Валериана, Димум.
Разкрити са много фрагменти от строителна керамика — тегули, тухли и тръби за водоснабдяване и хипокауст. В училището на село Връв е създадена музейна сбирка от намерени находки от Дортикум. Там се съхраняват монети от времето на Август, Тиберий, Веспасиан, Траян, Адриан, Антонин Пий и Фаустина Аугуста, съвместното управление на Марк Аврелий и Луций Вер, Комод, Гордиан III, Аврелиан, Максимиан, Диоклециан, Константин Велики, Констанций II, Юстиниан I.
В южна и югоизточна посока от селището се намира некрополът. Открити са гробни съоръжения, изградени от тегули, тухли, кости, монети и предмети на бита.